# Poinciana

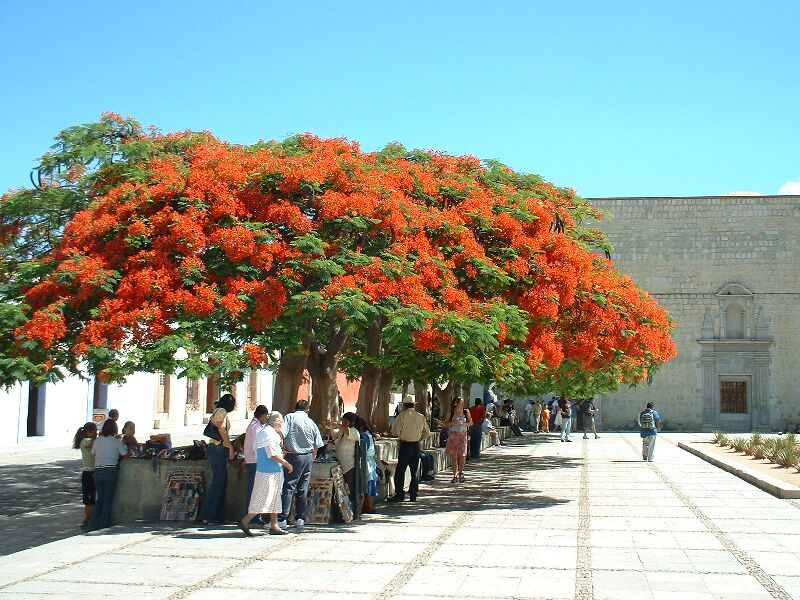
Namensgeber des Songs ist der Flammenbaum Delonix regia, der im Englischen auch (Royal) Poinciana genannt wird.

Poinciana ist eine Ballade von Nat Simon mit einem Text von Buddy Bernier aus dem Jahr 1936, die sich zu einem Jazzstandard entwickelte. Der eigentliche Titel des Songs ist Poinciana (Song of the Tree).

## Kennzeichen des Songs
Berniers Text bezieht sich auf den Flammenbaum und dessen erotisierende Wirkung: „Poinciana, deine Zweige sprechen zu mir von der Liebe. ... Poinciana, irgendwie fühle ich die Hitze des Dschungels, in mir wächst ein scharfer Rhythmus.“
Die Melodie von Nat Simon baut auf einem kubanischen Son, La canción del árbol, auf. Es handelt sich um eine in einem moderaten Tempo angelegte Nummer in G-Dur mit einer „aufgrund der unkonventionellen Dur-Moll-Verbindungen reizvolle[n] Melodie.“

## Wirkungsgeschichte
„Der Song hat kaum nachvollziehbare Spuren in der frühen Repertoiregeschichte des Jazz hinterlassen“: Glenn Miller führte den Song in den späten 1930er Jahren auf; 1939 sendete Radio WOR seine Version. Auch Harry James hatte den Song Anfang der 1940er Jahre im Repertoire, ebenso Jerry Wald, Jimmy Dorsey, Georgie Auld, Duke Ellington und Eddie Brunner. Benny Carter spielte seine Version von Poinciana 1943 ein; sie wurde ebenso wie die von Bing Crosby 1944 veröffentlicht. Auch George Shearing (1948), Reinhold Svensson (1949), Johannes Fehring (1949) und Erroll Garner  (1950) nahmen Poinciana auf. Charlie Parker zitierte den Song in einer Aufnahme von Ornithology, die er 1950 einspielte. 1952 trug die Filmkomödie Dream Boat dazu bei, den Song einem breiteren Publikum vorzustellen. Gerry Mulligan und Chet Baker interpretierten Anfang 1953 Poinciana. Auch Red Callender (1951) und Lennie Niehaus (mit Hampton Hawes, 1956) erkannten die Qualitäten der Ballade und nahmen sie auf. 1954 spielte Martial Solal in Paris seine Version ein; bekannter wurde allerdings die Aufnahme, die sein Pianokollege Ahmad Jamal im Folgejahr im Trio mit dem Gitarristen Ray Crawford und dem Bassisten Israel Crosby einspielte. Seine „getragene, mit fein akzentuierten rhythmischen Details und markanten Block-Akkorden einprägsame Version“ machte Jamal bekannt. Eine spätere Version auf seinem Live-Album At the Pershing: But Not for Me (1958) blieb zwei Jahre lang in den Billboard-Charts.
Seit dem Bossa-Boom wurde Poinciana gerne „als frühes Beispiel panamerikanischer Synthese“ mit einem Latin-Groove unterlegt, wie sie beispielsweise Les Baxter und 1998 McCoy Tyner vorlegte. Ted Gioia weist besonders auf Combo-Interpretationen von Shelly Manne (1959), Sonny Rollins (mit George Cables, 1972) sowie Keith Jarrett (1999) hin. Hans-Jürgen Schaal weist auch auf die Versionen von Barney Wilen (1988), Tony Williams (1991), Dave Liebman (1993) oder Gary Burton (1996) hin. Trotz „der schwer zu singenden Melodielinie“ nahmen sich auch Vokalgruppen wie The Four Freshmen oder Manhattan Transfer des Songs an, aber auch Sängerinnen wie Monica Hatch oder Joan Bender. Tom Lord verzeichnete im Bereich des Jazz 310 Aufnahmen.